# Náhodný semenáč
Náhodný semenáč je termín který v názvu popisuje okolnosti vzniku rostlinné odrůdy. Takto označovaná varieta nebyla cíleně nebo vědomě vyšlechtěna, obvykle jde o křížence kulturních rostlin nebo křížence kulturních rostlin a původních druhů. Jsou takto označováni i potomci náhodně objevených rostlinných populací s požadovanými vlastnostmi. Většina současných odrůd kulturních rostlin vzniká cíleným šlechtěním k tomu zvlášť vyškolených pracovníků ve specializovaných zařízeních, většinou pomocí generativního množení (sexuální, pohlavní rozmnožování). Vzhledem k okolnostem vzniku takové odrůdy jsou náhodně objevené a využitelné odrůdy, náhodné semenáče, často v nějakém ohledu velmi výjimečné a jejich význam někdy přesahuje kvality šlechtěných odrůd (Golden Delicious).
Zkušené oči pěstitelů nebo zahrádkářů proto snadno zjistí jejich hodnotu a dále ji zvýší nebo využijí pro své šlechtění. V případě nových druhů ovoce nebo pěkné květiny se srovnatelnými vlastnostmi je výhodou, že druh je snadno rozpoznatelný i laikem.
Známým příkladem je například náhodný objev odrůd jablek Průsvitné letní v Rize okolo roku 1850 či Golden Delicious z roku 1890, nalezeného na jedné americké zahradě či odrůdy Braeburn, nalezené náhodně farmářem O. Moranem z Waiwhero v Moutere Hills na Novém Zélandu roku 1950.
Náhodným semenáčem na příkladu z ČR je sladkoplodá varianta jeřábu obecného, který byl náhodně nalezen na Moravě v Ostružné, okolo roku 1820 a poté roku 1855 v Petříkově u Šumperka.